# Eriopyga spurcilinea
Eriopyga spurcilinea là một loài bướm đêm trong họ Noctuidae.